# Trigonochrostia excisa
Trigonochrostia excisa là một loài bướm đêm trong họ Erebidae.